# Phragmatobia
Phragmatobia là một chi bướm đêm thuộc phân họ Arctiinae, họ Erebidae.

## Các loài
- Phragmatobia amurensis Seitz, 1910
- Phragmatobia assimilans Walker, 1855
- Phragmatobia coelestina Püngeler, 1904
- Phragmatobia fervida (Walker, 1855)
- Phragmatobia flavata (Hampson, 1901)
- Phragmatobia flavescens (Rothschild, 1933)
- Phragmatobia fuliginosa Linnaeus, 1758
- Phragmatobia fumipennis Hampson, 1891
- Phragmatobia hodeva (Druce, 1897)
- Phragmatobia karsholti Toulgoët, 1991
- Phragmatobia lineata Newman & Donahue, 1966
- Phragmatobia luctifera Denis & Schiffermüller, 1775
- Phragmatobia modesta Maassen, 1890
- Phragmatobia nundar Dyar, 1907
- Phragmatobia oberthueri Rothschild, 1910
- ? Phragmatobia parvula (Felder, 1874)
- Phragmatobia placida Frivaldszky, 1835
- Phragmatobia sanguinea (Hampson, 1907)
- Phragmatobia thursbyi (Rothschild, 1910)

## Hình ảnh

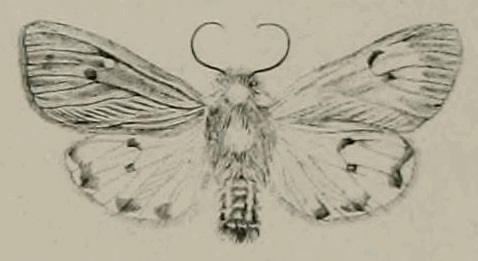